# Eleccions al Consell Insular d'Eivissa de 2011
Les eleccions al Consell Insular d'Eivissa de 2011 va ser una cita electoral que se celebrà el 22 de maig de 2011. Tenien dret de vot tots els ciutadans majors de 18 anys empadronats a Eivissa.

## Candidatures

### Candidatures presents al Consell Insular d'Eivissa
| Partit                                                    | Candidat            |
| --------------------------------------------------------- | ------------------- |
| Partit Popular (PP)                                       | Vicent Serra Ferrer |
| Partit Socialista de les Illes Balears (PSIB-PSOE)- PACTE | Xico Tarrés Mari    |

### Candidatures sense presència al Consell d'Eivissa
| Partit                                                      | Candidat                      | Observacions                                               |
| ----------------------------------------------------------- | ----------------------------- | ---------------------------------------------------------- |
| Eivissa Sostenible (ESOS)                                   | Benita Tur Olle               |                                                            |
| Nova Alternativa (NA)                                       | Manuel Ruíz de Adana Heredia  | Coalició integrada per Alternativa Insular i Es Nou Partit |
| Partido Antitaurino Contra el Maltrato Animal (PACMA/ZAAAA) | Aida Judith Cortecero Sánchez |                                                            |
| Unión, Progreso y Democracia (UPyD)                         | José Torres Torres            |                                                            |

## Enquestes d'opinió
| Enquesta             | PP  | PSIB-PSOE | ExC | Altres |
| -------------------- | --- | --------- | --- | ------ |
| Ultima Hora(9/2010)  | 45% | 43%       | 5%  | 7%     |
| Projecció d' escons  | 7   | 6         | 0   |        |
| Ultima Hora(12/2010) | 46% | 41%       | 4%  | 9%     |
| Projecció d'escons   | 7   | 6         | 0   |        |
| Ultima Hora(2/2011)  | 47% | 41%       | 3%  | 9%     |
| Projecció d'escons   | 7   | 6         | 0   |        |
| Ultima Hora(3/2011)  | 50% | 39%       | 5%  | 6%     |
| Projecció d'escons   | 7   | 6         | 0   |        |

## Resultats
| Candidatures       | Vots   | Percentatge | Consellers |
| ------------------ | ------ | ----------- | ---------- |
| PP                 | 21.368 | 51,40%      | 8          |
| PSIB-PSOE          | 12.363 | 29,74%      | 5          |
| Eivissa pel Canvi  | 2.466  | 5,93%       |            |
| Nova Alternativa   | 1.650  | 3,97%       |            |
| Eivissa Sostenible | 910    | 2,19%       |            |
| UPyD               | 872    | 2,10%       |            |
| ENE                | 541    | 1,30%       |            |